# Ray Gilbert
Ray Gilbert, född 5 september 1912 i Hartford, Connecticut, död 3 mars 1976 i Los Angeles, Kalifornien, var en amerikansk kompositör och sångtextförfattare, som började som kompositör av musik till Walt Disneys filmer.
Gilbert tilldelades en Oscar för bästa sång för "Zip-a-Dee-Doo-Dah" 1947.

## Filmmusik
- 1949 – The Adventures of Ichabod and Mr Toad
- 1948 – Jag spelar för dig
- 1946 – Sången om Södern
- 1946 – Spela för mig
- 1944 – Tre Caballeros
- 1940 – Fantasia